# Cichla intermedia
Cichla intermedia es una especie de pez de la familia Cichlidae o "pavones" endémica de Venezuela. 

## Hábitat
Habita principalmente ríos de aguas claras o "negras" de la cuenca del Orinoco. Frecuentemente se le encuentra en ríos (morichales) de aguas muy transparentes de los llanos centrales de Venezuela y de la región amazónica (ríos Orinoco y Casiquiare) al sur de Venezuela. 

## Descripción
Especie de tamaño regular (40 cm). El cuerpo es alargado parecido a otros pavones. Se identifica rápidamente ya que es la única especie de pavón con una serie de puntos (8 o 9) o bandas más o menos rómbicos en la línea media lateral del cuerpo formando una banda negra zigzageante. Caudal con una mancha ocelada grande. Aletas pectorales, pélvicas y anal con tonalidades rojizas. Cabeza con manchas negras laterales y mandíbula roja; iris rojo.

## Comportamiento y hábitos alimentarios
Son peces predadores principalmente que consumen otros peces más pequeños, es un predador de persecución, por lo que es un "buen" pez deportivo. Sin embargo, juveniles y adultos tempranos también comen crustáceos. Especie rara, no hace cardúmenes.